# Lotus Thompson
Lotus Thompson (26 de agosto de 1906 – 1963) foi uma atriz australiana que se radicou ao cinema estadunidense em 1924. Iniciou na era do cinema mudo, integrando-se ao cinema sonoro, e atuou em 37 filmes entre 1921 e 1949.

## Biografia
Desde criança atuava na Austrália, no teatro da escola e da igreja. Era considerada muito bonita, e aos 15 anos participou de um concurso de beleza, sendo escolhida por unanimidade. Ao terminar os estudos, sua mãe a encorajou a seguir com uma companhia teatral, e ela estreou no cinema em 1921, no filme australiano Know Thy Child. Ela e sua mãe mudaram-se para Hollywood, chegando em São Francisco em 25 de março de 1924. Lotus foi escolhida pelo diretor da Paramount Pictures entre várias candidatas.

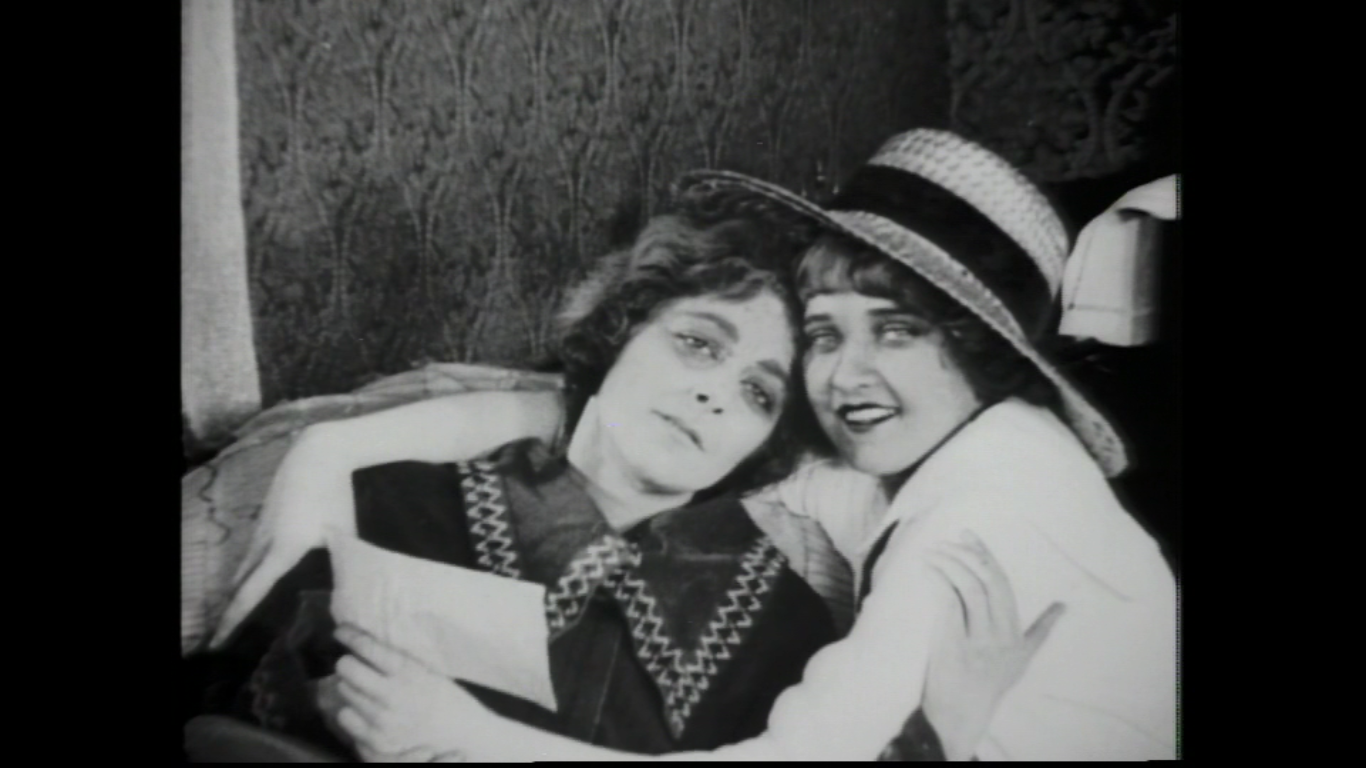
No filme de estreia de Lotus, 'Know Thy Child' (1921), ela pode ser vista à direita, ao lado de Vera James.

Thompson era chamada de “A garota de pernas perfeitas”, mas, na tarde de 1 de fevereiro de 1925, desfigurou permanentemente suas pernas, queimando-as com uma preparação que ela pensou ser ácido nítrico. Ela havia comprado o ácido em uma loja na noite anterior, pois dissera ao balconista que queria remover algumas verrugas. A razão para essa atitude era sua inabilidade para obter papéis que não fossem comédia ou corista. Sua ambição era atuar em dramas, como o fizera em seu país natal, pois na América os diretores só pareciam interessados em suas pernas, e assim os diretores e o público não mais olhariam para as pernas. Sua mãe e uma amiga ouviram Lotus gritando no banheiro, e a atriz foi levada às pressas para o hospital privado de Ferry-Dickey-Cass por dois detetives da polícia de Los Angeles. O médico acreditava que o frasco usado pela Lotus não continha ácido nítrico, mas sim teve a reação de catharides, que se usado em suficiente quantidade, poderia causar desfiguração. Se de facto fosse ácido nítrico, o médico disse que seria considerado uma solução fraca, e que o grau de deformação seria conhecido em poucos dias.
No dia seguinte, Miss Thompson recebeu boas notícias, pois Rodolfo Valentino lhe mandou um telegrama prometendo uma parte em seu próximo filme. Ele comentou sobre sua ação irracional e da sua coragem de cometer tal ato, com temperamento e sentimento. Infelizmente, ela não teve a oportunidade de agir com Valentino, pois ele morreu no ano seguinte, em 23 de agosto de 1926. No entanto, seu ato precipitado foi noticiado em jornais em todo o mundo, e ela recebeu ofertas de papéis de vários diretores. Um deles foi o executivo Harry Rapf, que visitou a jovem em sua casa enquanto ela estava em convalescença, e disse a ela que teria a oportunidade de atuar em papéis dramáticos sérios assim que curassem suas pernas.
Em agosto de 1926, Lotus atuou como coajuvante em The New Champion, que contava a história de um jovem ferreiro que tinha ambições no boxe. Ela atuou também ao lado de Fred Humes em The Yellow Back (1926). Em agosto de 1933 um artigo do Los Angeles Times referencia Thompson como um dos atores que recebiam $10 a $15 por dia por pequenos papéis em filmes.
Entre seus filmes estão Desert Dust, de 1927, no Brasil “Pó do Deserto”, de William Wyler, Madam Satan (1930) e o seriado Terry of the Times, de 1930. Fez pequenos papéis não-creditados em filmes conhecidos, como Mutiny on the Bounty (1935), Anthony Adverse (1936), The Prince and the Pauper (1937), Fools for Scandale (1938), Journey for Margaret (1942), National Velvet (1944), The Picture of Dorian Gray (1945) e seu último filme, também não-creditado, The Red Danube, em 1949.

## Morte
Lotus Thompson morreu em Burbank, Califórnia, em 19 de maio de 1963.

## Filmografia parcial
- Know Thy Child (1921)
- Townies and Hayseeds (1923)
- Prehistoric Hayseeds (1923)
- The Folly of Vanity (1924)
- The Dinkum Bloke (1923)
- The New Champion (1926)
- The Yellow Back (1926)
- Desert Dust (1927)
- The Port of Missing Girls (1928)
- Terry of the Times (seriado, 1930)
- Madam Satan (1930)[10]
- Mutiny on the Bounty (1935)
- Anthony Adverse (1936)
- The Prince and the Pauper (1937)
- Fools for Scandal (1938)
- Journey for Margaret (1942)
- National Velvet (1944)
- The Picture of Dorian Gray (1945)
- The Red Danube (1949)